# Dance Dance Revolution: 2nd Mix
Dance Dance Revolution: 2ndMix est un jeu vidéo de rythme développé et édité par Konami, sorti en 1999 sur borne d'arcade, Dreamcast et PlayStation.

## Accueil
- IGN : 8/10[1]